# Земське військо
Земске військо — тимчасові міліційні військові формування в Московській державі та Російській імперії, які скликалися в часи великих воєн. У XIX сторіччі також мало назву міліція.

## Історія формування
Історично ополчення притаманне всім народам, це була первинна формація війська. У різних країнах, у різний час держави переходять до професійного війська (найманого, контрактового чи рекрутського), але під час масштабних військових дій такі війська поповнювалися за рахунок цивільних осіб, яких тимчасово мобілізували.
У Московській державі знані два великих ополченських формування: Перше земське ополчення (1611 рік) і Друге земське ополчення (1611 —1612 роки). Формувалися вони зусиллями місцевих шляхтичів, які збирали й озброювали підлеглих їм людей. «Шляхетське ополчення» було також і територіальними військами Московської держави. З приходом до влади царя Петра Олексійовича, проходить реформація збройних сил Московії. Створюється постійне професійне військо, підлегле тільки центральній владі.
ХІХ сторіччя стало часом відновлення ополчення. У період Наполеонівських війн його скликали двічі: у 1806—1807, та 1812 роках. Також Земське військо скликалося під час Кримської війни в 1855 році.

## Земскі війська
- Перше земське ополчення — в Московській державі в 1611 року;
- Друге земське ополчення — в Московській державі в 1611 —1612  роках
- Земське військо 1806—1807 років — в Російській імперії за часів Війни четвертої коаліції 1806 —1807 років;
- Земське військо 1812 року — в Російській імперії за часів Франко-російської війни 1812 року;
- Земське військо 1855 року — в Російській імперії за часів Кримської війни 1853 —1856 років;